# Парамонов, Альберт Михайлович
Альберт Михайлович Парамонов — советский хозяйственный, государственный и политический деятель.

## Биография
Родился в 1928 году в Ивановской области. Член КПСС.
С 1951 года — на хозяйственной, общественной и политической работе. В 1951—1990 гг. — сменный мастер фабрики им. Варенцовой в Иваново, начальник цеха Красноволжского хлопчатобумажного комбината в Кинешме, начальник цеха, заместитель секретаря парткома, заведующий фабрикой Родниковского меланжевого комбината «Большевик», директор ткацкой фабрики им. П. Каминского, директор Ивановского камвольного комбината, заместитель, первый заместитель Министра легкой промышленности РСФСР, первый заместитель, Министр текстильной промышленности РСФСР.
Избирался депутатом Верховного Совета РСФСР 10-го и 11-го созывов. Делегат XXVI и XXVII съездов КПСС, а также XIX партконференции.
Умер в Москве до 2008 года.